# Barnahnjúkur
Barnahnjúkur är en bergstopp i republiken Island. Den ligger i regionen Norðurland eystra, 300 km nordost om huvudstaden Reykjavík. Toppen på Barnahnjúkur är 422 meter över havet.
Trakten runt Barnahnjúkur är nära nog obefolkad, med mindre än två invånare per kvadratkilometer. Närmaste större samhälle är Húsavík, omkring 16 kilometer sydväst om Barnahnjúkur. Trakten runt Barnahnjúkur består i huvudsak av gräsmarker.